# Caylusea abyssinica
Caylusea abyssinica là một loài thực vật có hoa trong họ Resedaceae. Loài này được (Fresen.) Fisch. & C.A.Mey. mô tả khoa học đầu tiên năm 1841.